# Parrocchie della diocesi di Treviso

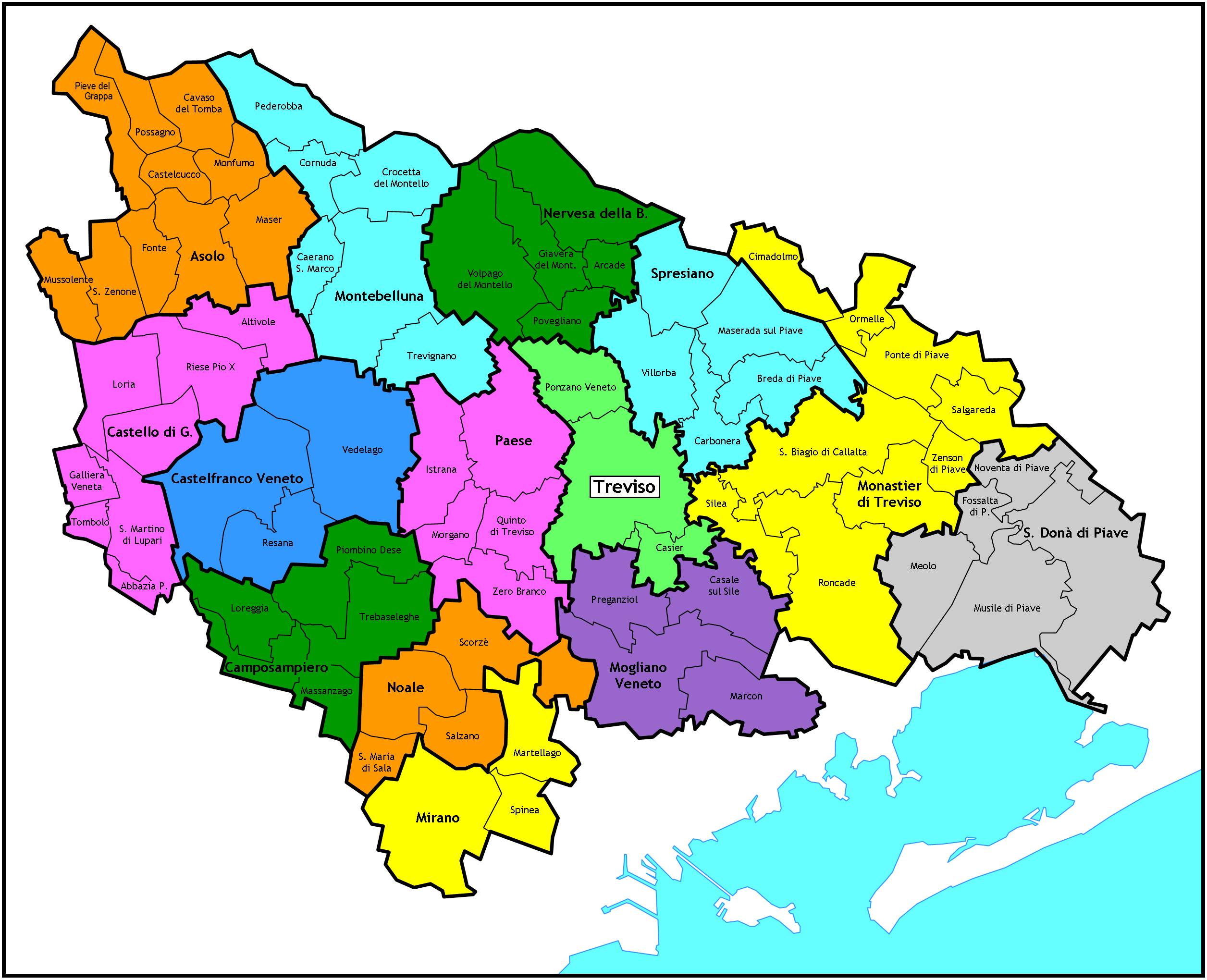
La diocesi di Treviso organizzata per vicariati.

Le parrocchie della diocesi di Treviso sono 265 e sono distribuite in comuni e frazioni appartenenti alla provincia di Treviso, alla provincia di Venezia, alla provincia di Padova e alla provincia di Vicenza.

## Eccezioni all'estensione della diocesi
A causa delle delimitazioni storiche, la diocesi talvolta non comprende del tutto un territorio comunale, lasciando alcune parrocchie alle diocesi limitrofe. I casi in proposito sono:
- il capoluogo del comune di Camposampiero è suddiviso fra la diocesi di Treviso (parrocchia dei Santi Pietro e Paolo, vic. di Camposampiero) e la diocesi di Padova (parrocchia di San Marco evangelista, vic. del Graticolato);
- la parrocchia di Onara di Tombolo (vic. di Castello di Godego) appartiene alla diocesi di Padova;
- del comune di Villa del Conte solo la parrocchia di Abbazia Pisani dipende dalla diocesi di Treviso (vic. di Castello di Godego);
- le parrocchie di Caselle de' Ruffi, Caltana, Sant'Angelo, frazioni di Santa Maria di Sala (vic. di Noale), appartengono alla diocesi di Padova;
- la parrocchia di Busco-San Nicolò di Ponte di Piave (vic. di Monastier) appartiene alla diocesi di Vittorio Veneto;
- la parrocchia di Tempio di Ormelle (vic. di Monastier) appartiene alla diocesi di Vittorio Veneto;
- le parrocchie di Campodipietra e di Arzeri, frazioni di Salgareda (vic. di Monastier), dipendono dalla diocesi di Vittorio Veneto;
- il territorio al di là del canale Grassaga (comune e vic. di San Donà di Piave) con le parrocchie di Grassaga e Fossà appartengono alla diocesi di Vittorio Veneto, mentre la parrocchia di Cittanova, già antica sede del potere vescovile e dogale, è tutt'oggi compresa nel patriarcato di Venezia;
- Ca' Nani, frazione di Jesolo (patriarcato di Venezia), appartiene alla parrocchia di Santa Maria di Piave (vic. di San Donà di Piave);
- la parrocchia di Liedolo, frazione di San Zenone degli Ezzelini, appartiene alla diocesi di Padova, mentre il capoluogo e la frazione di Ca' Rainati appartengono alla diocesi di Treviso.

## Vicariati

### Vicariato urbano
Comprende le parrocchie dei comuni di Casier, Ponzano Veneto e Treviso e della frazione Frescada di Preganziol. La popolazione del territorio ammonta a 121.624 unità.
| Parrocchia                         | Patrono                                   | Comune         | Frazione/Quartiere       | Popolazione | Web                                                  |
| ---------------------------------- | ----------------------------------------- | -------------- | ------------------------ | ----------- | ---------------------------------------------------- |
| Cattedrale                         | San Pietro apostolo                       | Treviso        | Centro Storico           | 1.876       |                                                      |
| Canizzano                          | Visitazione della B.V. Maria              | Treviso        | Canizzano                | 2.280       |                                                      |
| Casier                             | Santi Teonisto vescovo e compagni martiri | Casier         | centro                   | 3.829       | Archiviato il 22 settembre 2012 in Internet Archive. |
| Dosson                             | San Vigilio vescovo e martire             | Casier         | Dosson                   | 6.010       | Archiviato il 15 maggio 2014 in Internet Archive.    |
| Frescada                           | San Giovanni Battista                     | Preganziol     | Frescada                 | 4.250       |                                                      |
| Immacolata di Treviso              | B.V. Immacolata                           | Treviso        |                          | 3.950       |                                                      |
| Merlengo                           | San Bartolomeo apostolo                   | Ponzano Veneto | Merlengo                 | 3.200       |                                                      |
| Monigo                             | Sant'Elena Imperatrice                    | Treviso        | Monigo                   | 3.462       |                                                      |
| Paderno di Ponzano Veneto          | Assunzione della B.V. Maria               | Ponzano Veneto | Paderno                  | 4.552       |                                                      |
| Ponzano Veneto                     | San Leonardo abate                        | Ponzano Veneto | centro                   | 4.320       |                                                      |
| Sacro Cuore di Treviso             | Sacro Cuore di Gesù                       | Treviso        | Chiodo                   | 3.280       |                                                      |
| Sant'Agnese                        | Sant'Agnese vergine e martire             | Treviso        | Centro Storico           | 3.850       |                                                      |
| Sant'Ambrogio di Fiera             | Sant'Ambrogio vescovo e dottore           | Treviso        | Sant'Ambrogio di Fiera   | 6.250       |                                                      |
| Sant'Andrea in Riva                | Sant'Andrea apostolo                      | Treviso        | centro storico           | 1.053       |                                                      |
| Sant'Angelo e Santa Maria sul Sile | San Michele arcangelo                     | Treviso        | Sant'Angelo e Borgo Sile | 4.950       |                                                      |
| Sant'Antonino                      | Sant'Antonino martire                     | Treviso        | Sant'Antonino            | 2.185       |                                                      |
| San Bartolomeo di Treviso          | San Bartolomeo apostolo                   | Treviso        | Chiodo                   | 3.865       |                                                      |
| Santa Bona                         | Santa Bona vergine                        | Treviso        | Santa Bona               | 4.350       |                                                      |
| San Giuseppe di Treviso            | San Giuseppe sposo della B.V. Maria       | Treviso        | San Giuseppe             | 5.434       |                                                      |
| San Lazzaro                        | San Lazzaro vescovo                       | Treviso        | San Lazzaro              | 4.250       |                                                      |
| San Liberale di Treviso            | San Liberale                              | Treviso        | San Liberale             | 2.153       |                                                      |
| Santa Maria Ausiliatrice           | Maria Aiuto dei Cristiani                 | Treviso        | centrosud                | 5.800       |                                                      |
| Santa Maria del Rovere             | Sant'Anna Madre della B.V.                | Treviso        | Santa Maria del Rovere   | 10.040      |                                                      |
| Santa Maria Maddalena              | Santa Maria Maddalena                     | Treviso        | centro storico           | 2.555       |                                                      |
| Santa Maria Maggiore               | Santa Maria Assunta e Santa Fosca         | Treviso        | centro storico           | 3.300       |                                                      |
| San Martino Urbano                 | San Martino vescovo                       | Treviso        | centro storico           | 1.570       |                                                      |
| San Paolo di Treviso               | San Paolo apostolo                        | Treviso        | Borgo San Paolo          | 4.010       |                                                      |
| San Pelagio di Treviso             | San Pelagio diacono e martire             | Treviso        | San Pelaio               | 3.300       |                                                      |
| San Pio X di Treviso               | San Pio X papa                            | Treviso        |                          | 3.350       |                                                      |
| Santo Stefano in San Nicolò        | Santo Stefano protomartire                | Treviso        | Centro Storico           | 1.850       |                                                      |
| San Zeno                           | San Zenone vescovo e martire              | Treviso        | San Zeno                 | 2.650       |                                                      |
| Selvana                            | Cristo Re                                 | Treviso        | Selvana                  | 3.850       |                                                      |

### Vicariato di Asolo
Comprende le parrocchie dei comuni di Asolo, Castelcucco, Cavaso del Tomba, Fonte, Maser, Monfumo, Mussolente, Possagno e San Zenone degli Ezzelini e delle frazioni Fietta e Paderno del Grappa di Pieve del Grappa; non vi appartengono le parrocchie delle frazioni Crespano del Grappa di Pieve del Grappa e Liedolo di San Zenone degli Ezzelini (diocesi di Padova). La popolazione del territorio ammonta a 45.264 unità.
| Parrocchia                | Patrono                                     | Comune                    | Frazione/Quartiere   | Popolazione | Web |
| ------------------------- | ------------------------------------------- | ------------------------- | -------------------- | ----------- | --- |
| Asolo                     | Santa Maria Assunta                         | Asolo                     | centro storico       | 2.860       |     |
| Ca' Rainati di San Zenone | San Francesco d'Assisi                      | San Zenone degli Ezzelini | Ca' Rainati          | 2.080       |     |
| Casella d'Asolo           | Sant'Apollinare vescovo e martire           | Asolo                     | Casella              | 3.370       |     |
| Casoni                    | San Rocco                                   | Mussolente                | Casoni               | 3.356       |     |
| Castelcucco               | San Giorgio martire                         | Castelcucco               | centro               | 2.173       |     |
| Castelli di Monfumo       | San Giorgio martire                         | Monfumo                   | Castelli             | 400         |     |
| Cavaso del Tomba          | Visitazione di Santa Maria a Elisabetta     | Cavaso del Tomba          | centro               | 2.750       |     |
| Coste                     | San Tommaso apostolo                        | Maser                     | Coste                | 1.221       |     |
| Crespignaga               | San Bartolomeo apostolo                     | Maser                     | Crespignaga          | 1.500       |     |
| Fietta del Grappa         | Santissima Trinità                          | Pieve del Grappa          | Fietta               | 740         |     |
| Fonte Alto                | San Pietro apostolo                         | Fonte                     | Fonte Alto           | 1.980       |     |
| Madonna della Salute      | Presentazione della Beata Vergine Maria     | Maser                     | Madonna della Salute | 566         |     |
| Maser                     | Conversione di San Paolo                    | Maser                     | centro               | 1.781       |     |
| Monfumo                   | San Nicola vescovo                          | Monfumo                   | centro               | 1.078       |     |
| Mussolente                | Santi Pietro e Paolo                        | Mussolente                | centro               | 4.082       |     |
| Onè di Fonte              | Beata Vergine del Monte Carmelo             | Fonte                     | Onè di Fonte         | 3.600       |     |
| Paderno del Grappa        | Annunciazione della Beata Vergine Maria     | Pieve del Grappa          | Paderno del Grappa   | 1.354       |     |
| Pagnano                   | San Giovanni Battista                       | Asolo                     | Pagnano              | 1.345       |     |
| Possagno                  | Santissima Trinità                          | Possagno                  | centro               | 2.350       |     |
| San Zenone degli Ezzelini | Ordinazione di San Zenone vescovo e martire | San Zenone degli Ezzelini | centro               | 4.188       |     |
| Villa d'Asolo             | Santissimo Nome di Maria                    | Asolo                     | Villa d'Asolo        | 2.490       |     |

### Vicariato di Camposampiero
Comprende le parrocchie dei comuni di Camposampiero, Loreggia, Massanzago, Piombino Dese e Trebaseleghe, tutti in provincia di Padova; non vi appartiene la parrocchia di San Marco evangelista in Camposampiero (Diocesi di Padova). La popolazione del territorio ammonta a 43.539 unità.
| Parrocchia              | Patrono                                 | Comune        | Frazione/Quartiere | Popolazione | Web |
| ----------------------- | --------------------------------------- | ------------- | ------------------ | ----------- | --- |
| Camposampiero           | Santi Pietro e Paolo apostoli           | Camposampiero | centro             | 6.500       |     |
| Fossalta Padovana       | San Giacomo maggiore apostolo           | Trebaseleghe  | Fossalta           | 1.240       |     |
| Levada di Piombino Dese | Santi Pietro e Paolo apostoli           | Piombino Dese | Levada             | 1.460       |     |
| Loreggia                | Purificazione della Beata Vergine Maria | Loreggia      | centro             | 5.570       |     |
| Loreggiola              | Santa Maria Immacolata                  | Loreggia      | Loreggiola         | 1.775       |     |
| Massanzago              | Sant'Alessandro martire                 | Massanzago    | centro             | 3.383       |     |
| Piombino Dese           | San Biagio vescovo e martire            | Piombino Dese | centro             | 7.400       |     |
| Rustega                 | Santa Maria Assunta                     | Camposampiero | Rustega            | 1.850       |     |
| Sandono                 | Santi Abdon e Sennen martiri            | Massanzago    | Sandono            | 954         |     |
| Sant'Ambrogio di Grion  | Sant'Ambrogio vescovo e dottore         | Trebaseleghe  | Sant'Ambrogio      | 1.821       |     |
| Silvelle                | San Martino vescovo                     | Trebaseleghe  | Silvelle           | 1.568       |     |
| Torreselle              | Santi Simone e Giuda Taddeo apostoli    | Piombino Dese | Torreselle         | 1.588       |     |
| Trebaseleghe            | Natività della Beata Vergine Maria      | Trebaseleghe  | centro             | 7.310       |     |
| Zeminiana               | Annunciazione della Beata Vergine Maria | Massanzago    | Zeminiana          | 1.120       |     |

### Vicariato di Castelfranco
Comprende le parrocchie dei comuni di Castelfranco Veneto, Resana e Vedelago. La popolazione del territorio ammonta a 59.055 unità.
| Parrocchia                                 | Patrono                                 | Comune              | Frazione/Quartiere         | Popolazione | Web                                                 |
| ------------------------------------------ | --------------------------------------- | ------------------- | -------------------------- | ----------- | --------------------------------------------------- |
| Castelfranco Veneto - San Liberale         | San Liberale                            | Castelfranco Veneto | centro                     | 9.150       | Archiviato il 31 dicembre 2012 in Internet Archive. |
| Albaredo                                   | Annunciazione della Beata Vergine Maria | Vedelago            | Albaredo                   | 1.800       |                                                     |
| Barcon                                     | San Michele arcangelo                   | Vedelago            | Barcon                     | 1.350       |                                                     |
| Campigo                                    | Santa Lucia vergine e martire           | Castelfranco Veneto | Campigo                    | 1.500       |                                                     |
| Casacorba                                  | Santa Fosca vergine e martire           | Vedelago            | Casacorba                  | 1.150       |                                                     |
| Castelfranco Veneto - Santa Maria di Pieve | Santa Maria                             | Castelfranco Veneto | Borgo Pieve                | 8.050       |                                                     |
| Castelminio                                | Santi Vittore e Corona martiri          | Resana              | Castelminio                | 2.639       |                                                     |
| Cavasagra                                  | Sant'Andrea apostolo                    | Vedelago            | Cavasagra                  | 1.962       |                                                     |
| Fanzolo                                    | Santi Vittore e Corona martiri          | Vedelago            | Fanzolo                    | 2.680       |                                                     |
| Fossalunga                                 | Sant'Agata vergine e martire            | Vedelago            | Fossalunga                 | 2.268       |                                                     |
| Postumia di Castelfranco Veneto            | San Benedetto abate                     | Castelfranco Veneto | Bella Venezia              | 1.350       |                                                     |
| Resana                                     | San Bartolomeo apostolo                 | Resana              | centro                     | 5.183       |                                                     |
| Salvarosa                                  | Sant'Andrea apostolo                    | Castelfranco Veneto | Salvarosa                  | 4.220       |                                                     |
| Salvatronda                                | Santa Maria Assunta                     | Castelfranco Veneto | Salvatronda                | 2.892       |                                                     |
| San Floriano di Castelfranco Veneto        | San Floriano martire                    | Castelfranco Veneto | San Floriano               | 1.270       |                                                     |
| San Marco di Resana                        | San Marco evangelista                   | Resana              | San Marco                  | 1.383       |                                                     |
| Sant'Andrea oltre il Muson                 | Sant'Andrea apostolo                    | Castelfranco Veneto | Sant'Andrea oltre il Muson | 2.293       |                                                     |
| Treville                                   | San Daniele profeta                     | Castelfranco Veneto | Treville                   | 3.000       |                                                     |
| Vedelago                                   | San Martino vescovo                     | Vedelago            | centro                     | 4.065       | Archiviato il 9 novembre 2007 in Internet Archive.  |
| Villarazzo                                 | San Sebastiano martire                  | Castelfranco Veneto | Villarazzo                 | 850         |                                                     |

### Vicariato di Castello di Godego
Comprende le parrocchie dei comuni di Castello di Godego, Altivole, Riese Pio X, Loria in provincia di Treviso e di Tombolo, Galliera Veneta, San Martino di Lupari in provincia di Padova. Del comune di Villa del Conte vi rientra solo la parrocchia di Abbazia Pisani, mentre non vi appartiene quella di Onara, frazione di Tombolo. La popolazione del territorio ammonta a 62.056 unità.
| Parrocchia            | Patrono                                           | Comune                           | Frazione/Quartiere | Popolazione | Web |
| --------------------- | ------------------------------------------------- | -------------------------------- | ------------------ | ----------- | --- |
| Castello di Godego    | Natività di Maria Santissima                      | Castello di Godego               | centro             | 7.100       |     |
| Abbazia Pisani        | Sant'Eufemia vergine e martire                    | Villa del Conte                  | Abbazia Pisani     | 2.065       |     |
| Altivole              | Santa Fosca vergine e martire                     | Altivole                         | centro             | 1.810       |     |
| Bessica               | San Giovanni Battista                             | Loria                            | Bessica            | 2.530       |     |
| Borghetto             | San Giovanni Bosco sacerdote                      | San Martino di Lupari            | Borghetto          | 1.005       |     |
| Caselle d'Altivole    | San Michele arcangelo                             | Altivole                         | Caselle            | 2.650       |     |
| Castione              | San Mauro abate                                   | Loria                            | Castione           | 1.436       |     |
| Galliera Veneta       | Santa Maria Maddalena                             | Galliera Veneta                  | centro             | 6.910       |     |
| Loria                 | San Bartolomeo apostolo                           | Loria                            | centro             | 2.791       |     |
| Mottinello Nuovo      | San Giovanni Battista                             | Galliera Veneta e Rossano Veneto | Mottinello Nuovo   | 1.815       |     |
| Poggiana              | San Lorenzo diacono e martire                     | Riese Pio X                      | Poggiana           | 1.114       |     |
| Ramon                 | San Pancrazio martire                             | Loria                            | Ramon              | 2.350       |     |
| Riese Pio X           | San Matteo apostolo ed evangelista                | Riese Pio X                      | centro             | 5.264       |     |
| San Martino di Lupari | titolare: Cristo Re; patrono: San Martino vescovo | San Martino di Lupari            | centro             | 11.580      |     |
| San Vito d'Altivole   | Santi Vito e compagni martiri                     | Altivole                         | San Vito           | 1.890       |     |
| Spineda               | Sant'Antonio abate                                | Riese Pio X                      | Spineda            | 1.320       |     |
| Tombolo               | Sant'Andrea apostolo                              | Tombolo                          | centro             | 5.200       |     |
| Vallà                 | San Giovanni Battista                             | Riese Pio X                      | Vallà              | 3.226       |     |

### Vicariato di Mirano
Comprende le parrocchie dei comuni di Mirano, Martellago e Spinea. La popolazione del territorio ammonta a 78.397 unità.
| Parrocchia           | Patrono                            | Comune     | Frazione/Quartiere | Popolazione | Web |
| -------------------- | ---------------------------------- | ---------- | ------------------ | ----------- | --- |
| Mirano               | San Michele arcangelo              | Mirano     | centro             | 14.150      |     |
| Ballò                | San Bartolomeo apostolo            | Mirano     | Ballò              | 2.100       |     |
| Campocroce di Mirano | Sant'Andrea apostolo               | Mirano     | Campocroce         | 2.100       |     |
| Crea di Spinea       | Beata Vergine Immacolata           | Spinea     | Crea               | 1.800       |     |
| Maerne               | Cattedra di San Pietro apostolo    | Martellago | Maerne             | 7.696       |     |
| Martellago           | Santo Stefano protomartire         | Martellago | centro             | 8.481       |     |
| Porara di Mirano     | San Leopoldo Mandić                | Mirano     | Porara             | 3.550       |     |
| Olmo di Martellago   | Annunciazione del Signore          | Martellago | Olmo               | 5.120       |     |
| Orgnano              | Santa Maria Bertilla vergine       | Spinea     | Orgnano            | 13.500      |     |
| Scaltenigo           | Cattedra di San Pietro             | Mirano     | Scaltenigo         | 3.150       |     |
| Spinea               | Santi Vito e compagni martiri      | Spinea     | centro             | 11.250      |     |
| Vetrego              | San Silvestro papa                 | Mirano     | Vetrego            | 1.350       |     |
| Zianigo              | Natività della Beata Vergine Maria | Mirano     | Zianigo            | 4.150       |     |

### Vicariato di Mogliano Veneto
Comprende le parrocchie dei comuni di Mogliano Veneto, Preganziol, Marcon, Casale sul Sile; non vi appartiene la parrocchia di Frescada di Preganziol (Vicariato di Treviso). La popolazione del territorio ammonta a 73.452 unità.
| Parrocchia                    | Patrono                                 | Comune          | Frazione/Quartiere | Popolazione | Web                                      |
| ----------------------------- | --------------------------------------- | --------------- | ------------------ | ----------- | ---------------------------------------- |
| Mogliano Veneto               | Santa Maria Assunta                     | Mogliano Veneto | centro             | 8.052       |                                          |
| Bonisiolo                     | Sant'Andrea apostolo                    | Mogliano Veneto | Bonisiolo          | 850         | http://www.parrocchiecasalebonisiolo.it/ |
| Campocroce di Mogliano Veneto | San Teonisto vescovo e compagni martiri | Mogliano Veneto | Campocroce         | 1.680       |                                          |
| Casale sul Sile               | Santa Maria Assunta                     | Casale sul Sile | centro             | 8.975       | http://www.parrocchiecasalebonisiolo.it/ |
| Conscio                       | Natività della Beata Vergine            | Casale sul Sile | Conscio            | 1.495       |                                          |
| Gaggio                        | San Bartolomeo apostolo                 | Marcon          | Gaggio             | 3.050       |                                          |
| Lughignano                    | San Martino vescovo                     | Casale sul Sile | Lughignano         | 1.850       |                                          |
| Marcon                        | San Giorgio martire                     | Marcon          | centro             | 9.120       |                                          |
| Marocco                       | Sant'Antonio di Padova                  | Mogliano Veneto | Marocco            | 2.450       |                                          |
| Mazzocco                      | Cuore Immacolato di Maria               | Mogliano Veneto | Mazzocco           | 4.900       |                                          |
| Preganziol                    | Sant'Urbano papa                        | Preganziol      | centro             | 7.850       |                                          |
| Ronzinella                    | San Marco evangelista                   | Mogliano Veneto | centro-sud         | 2.700       |                                          |
| Sacro Cuore di Mogliano       | Sacro Cuore di Gesù                     | Mogliano Veneto | centro-ovest       | 4.400       |                                          |
| Sambughè                      | San Martino vescovo                     | Preganziol      | Sambughè           | 2.700       |                                          |
| San Carlo di Mogliano Veneto  | San Carlo vescovo                       | Mogliano Veneto | centro-est         | 5.080       |                                          |
| San Liberale di Marcon        | San Liberale                            | Marcon          | San Liberale       | 2.800       |                                          |
| San Trovaso                   | Santi Gervasio e Protasio martiri       | Preganziol      | San Trovaso        | 4.210       |                                          |
| Zerman                        | Sant'Elena imperatrice                  | Mogliano Veneto | Zerman             | 1.290       |                                          |

### Vicariato di Monastier
Comprende le parrocchie dei comuni di Monastier di Treviso, Cimadolmo, Ormelle, Roncade, Ponte di Piave, Salgareda, San Biagio di Callalta, Silea, Zenson di Piave; non vi appartengono le parrocchie delle frazioni Busco di Ponte di Piave, Tempio di Ormelle, Campodipietra e Arzeri di Salgareda (Diocesi di Vittorio Veneto). La popolazione del territorio ammonta a 63.472 unità.
| Parrocchia               | Patrono                                        | Comune                 | Frazione/Quartiere       | Popolazione | Web                         |
| ------------------------ | ---------------------------------------------- | ---------------------- | ------------------------ | ----------- | --------------------------- |
| Monastier                | Santa Maria Assunta                            | Monastier di Treviso   | Fornaci                  | 4.080       |                             |
| Biancade                 | San Giovanni Battista                          | Roncade                | Biancade                 | 2.900       |                             |
| Campobernardo            | San Martino vescovo                            | Salgareda              | Campobernardo            | 600         |                             |
| Ca' Tron                 | Maria Immacolata                               | Roncade                | Ca' Tron                 | 448         |                             |
| Cavriè                   | Santa Maria Assunta                            | San Biagio di Callalta | Cavriè                   | 1.350       |                             |
| Cendon                   | Santi Vittore e Corona martiri                 | Silea                  | Cendon                   | 1.527       |                             |
| Cimadolmo                | San Silvestro papa                             | Cimadolmo              | centro                   | 2.200       |                             |
| Fagarè della Battaglia   | San Marco evangelista                          | San Biagio di Callalta | Fagarè della Battaglia   | 1.680       |                             |
| Levada di Ponte di Piave | San Bonifacio martire                          | Ponte di Piave         | Levada                   | 1.375       |                             |
| Musestre                 | Sant'Ulderico vescovo                          | Roncade                | Musestre                 | 1.682       |                             |
| Negrisia                 | San Romano                                     | Ponte di Piave         | Negrisia                 | 1.786       |                             |
| Olmi San Floriano        | Immacolata Vergine Maria                       | San Biagio di Callalta | Olmi-San Floriano        | 3.680       |                             |
| Ormelle                  | San Bartolomeo apostolo                        | Ormelle                | centro                   | 2.466       |                             |
| Ponte di Piave           | San Tommaso vescovo e martire di Canterbury    | Ponte di Piave         | centro                   | 4.210       |                             |
| Roncade                  | Tutti i Santi                                  | Roncade                | centro                   | 4.390       |                             |
| Roncadelle               | Santa Fosca                                    | Ormelle                | Roncadelle               | 1.498       |                             |
| Rovarè                   | San Mauro abate                                | San Biagio di Callalta | Rovarè                   | 1.280       |                             |
| Salgareda                | San Michele arcangelo                          | Salgareda              | centro                   | 4.050       |                             |
| San Biagio di Callalta   | San Biagio vescovo e martire                   | San Biagio di Callalta | centro                   | 4.010       |                             |
| San Cipriano             | Santi Cornelio papa e Cipriano vescovo martiri | Roncade                | San Cipriano             | 3.320       |                             |
| San Michele di Piave     | San Michele arcangelo                          | Cimadolmo              | San Michele di Piave     | 1.290       |                             |
| Sant'Andrea Barbarana    | Sant'Andrea apostolo                           | San Biagio di Callalta | Sant'Andrea di Barbarana | 770         |                             |
| Sant'Elena sul Sile      | Sant'Elena imperatrice                         | Silea                  | Sant'Elena               | 2.050       |                             |
| Silea                    | San Michele arcangelo                          | Silea                  | centro                   | 6.680       |                             |
| Spercenigo               | San Bartolomeo apostolo                        | San Biagio di Callalta | Spercenigo               | 1.500       |                             |
| Vallio                   | San Nicola vescovo                             | Roncade                | Vallio                   | 800         | [ collegamento interrotto ] |
| Zenson di Piave          | San Benedetto abate                            | Zenson di Piave        | centro                   | 1.850       |                             |

### Vicariato di Montebelluna
Comprende le parrocchie dei comuni di Montebelluna, Trevignano, Caerano di San Marco, Cornuda, Crocetta del Montello e Pederobba. La popolazione del territorio ammonta a 66.089 unità.
| Parrocchia                  | Patrono                                     | Comune                | Frazione/Quartiere | Popolazione | Web |
| --------------------------- | ------------------------------------------- | --------------------- | ------------------ | ----------- | --- |
| Montebelluna                | Beata Vergine Immacolata                    | Montebelluna          | centro             | 9.826       |     |
| Biadene                     | Santa Lucia vergine e martire               | Montebelluna          | Biadene            | 5.200       |     |
| Busta-Contea                | Beata Vergine della Presentazione           | Montebelluna          | Busta e Contea     | 4.532       |     |
| Caerano di San Marco        | San Marco evangelista                       | Caerano di San Marco  | centro             | 7.980       |     |
| Caonada                     | San Giacomo maggiore apostolo               | Montebelluna          | Caonada            | 1.900       |     |
| Ciano del Montello          | Santa Maria Assunta                         | Crocetta del Montello | Ciano del Montello | 2.065       |     |
| Cornuda                     | San Martino vescovo                         | Cornuda               | centro             | 5.711       |     |
| Covolo di Piave             | Santa Maria Assunta                         | Pederobba             | Covolo             | 1.850       |     |
| Crocetta del Montello       | San Giuseppe sposo della Beata Vergine      | Crocetta del Montello | centro             | 2.190       |     |
| Falzè di Trevignano         | San Girolamo sacerdote e dottore            | Trevignano            | Falzè              | 2.050       |     |
| Guarda di Montebelluna      | San Vigilio vescovo e martire               | Montebelluna          | Guarda             | 3.800       |     |
| Musano                      | San Martino vescovo                         | Trevignano            | Musano             | 2.559       |     |
| Nogarè                      | Sant'Andrea apostolo                        | Crocetta del Montello | Nogarè             | 1.850       |     |
| Onigo di Piave              | Ordinazione di San Zenone vescovo e martire | Pederobba             | Onigo              | 3.265       |     |
| Pederobba                   | Santi Pietro e Paolo apostoli               | Pederobba             | centro             | 2.050       |     |
| San Gaetano di Montebelluna | San Gaetano sacerdote                       | Montebelluna          | San Gaetano        | 4.023       |     |
| Signoressa                  | Santa Maria Assunta                         | Trevignano            | Signoressa         | 2.288       |     |
| Trevignano                  | Santi Teonisto e compagni martiri           | Trevignano            | centro             | 2.950       |     |

### Vicariato di Nervesa
Comprende le parrocchie dei comuni di Nervesa della Battaglia, Arcade, Povegliano, Giavera del Montello e Volpago del Montello. La popolazione del territorio ammonta a 31.699 unità.
| Parrocchia                 | Patrono                             | Comune                  | Frazione/Quartiere         | Popolazione | Web |
| -------------------------- | ----------------------------------- | ----------------------- | -------------------------- | ----------- | --- |
| Nervesa della Battaglia    | San Giovanni Battista               | Nervesa della Battaglia | centro                     | 4.600       |     |
| Arcade                     | San Lorenzo                         | Arcade                  | centro                     | 4.360       |     |
| Bavaria                    | Sant'Urbano papa e martire          | Nervesa della Battaglia | Bavaria                    | 1.470       |     |
| Camalò                     | San Matteo apostolo ed evangelista  | Povegliano              | Camalò                     | 2.300       |     |
| Cusignana                  | Santa Maria Assunta                 | Giavera del Montello    | Cusignana                  | 2.078       |     |
| Giavera del Montello       | Santi Giacomo maggiore e Cristoforo | Giavera del Montello    | centro                     | 2.710       |     |
| Povegliano                 | San Daniele profeta                 | Povegliano              | centro                     | 1.480       |     |
| Santa Croce del Montello   | Santissimo Redentore                | Nervesa della Battaglia | Santa Croce del Montello   | 580         |     |
| Santandrà                  | Sant'Andrea apostolo                | Povegliano              | Santandrà                  | 1.380       |     |
| Santa Maria della Vittoria | Santa Maria del Rosario             | Volpago del Montello    | Santa Maria della Vittoria | 672         |     |
| Santi Angeli del Montello  | Santi Angeli Custodi                | Giavera del Montello    | Santi Angeli               | 969         |     |
| Selva del Montello         | San Silvestro papa                  | Volpago del Montello    | Selva del Montello         | 2.350       |     |
| Venegazzù                  | Sant'Andrea apostolo e Santa Marta  | Volpago del Montello    | Venegazzù                  | 2.200       |     |
| Volpago                    | Santa Maria Maddalena               | Volpago del Montello    | centro                     | 4.550       |     |

### Vicariato di Noale
Comprende le parrocchie dei comuni di Noale, Salzano, Santa Maria di Sala e Scorzè; non vi sono comprese le parrocchie delle frazioni Caltana, Caselle de' Ruffi e Sant'Angelo del comune di Santa Maria di Sala, che appartengono alla diocesi di Padova. La popolazione del territorio ammonta a 55.173 unità.
| Parrocchia           | Patrono                                              | Comune              | Frazione/Quartiere | Popolazione | Web                                               |
| -------------------- | ---------------------------------------------------- | ------------------- | ------------------ | ----------- | ------------------------------------------------- |
| Noale                | Santi Felice e Fortunato martiri                     | Noale               | centro             | 10.190      |                                                   |
| Briana               | San Giovanni Battista                                | Noale               | Briana             | 2.065       |                                                   |
| Cappella di Scorzè   | San Giovanni Battista                                | Scorzè              | Cappella           | 1.480       |                                                   |
| Cappelletta di Noale | Santa Margherita vergine e martire                   | Noale               | Cappelletta        | 1.270       |                                                   |
| Gardigiano           | San Donato vescovo e martire                         | Scorzè              | Gardigiano         | 2.180       |                                                   |
| Moniego              | Annunciazione della Beata Vergine Maria              | Noale               | Moniego            | 2.484       |                                                   |
| Peseggia             | San Nicolò vescovo                                   | Scorzè              | Peseggia           | 3.650       |                                                   |
| Rio San Martino      | San Martino vescovo                                  | Scorzè              | Rio San Martino    | 2.180       |                                                   |
| Robegano             | Santi Giacomo maggiore apostolo e Cristoforo martire | Salzano             | Robegano           | 3.490       |                                                   |
| Salzano              | San Bartolomeo apostolo                              | Salzano             | centro             | 9.550       |                                                   |
| Santa Maria di Sala  | Natività della Beata Vergine Maria                   | Santa Maria di Sala | centro             | 3.080       | Archiviato il 22 luglio 2011 in Internet Archive. |
| Scorzè               | San Benedetto abate                                  | Scorzè              | centro             | 9.344       |                                                   |
| Stigliano            | Annunciazione della Beata Vergine Maria              | Santa Maria di Sala | Stigliano          | 1.530       |                                                   |
| Veternigo            | Trasfigurazione del Signore                          | Santa Maria di Sala | Veternigo          | 2.680       |                                                   |

### Vicariato di Paese
Comprende le parrocchie dei comuni di Paese, Istrana, Morgano, Quinto di Treviso, Zero Branco. La popolazione del territorio ammonta a 55.682 unità.
| Parrocchia            | Patrono                                    | Comune            | Frazione/Quartiere | Popolazione | Web                                              |
| --------------------- | ------------------------------------------ | ----------------- | ------------------ | ----------- | ------------------------------------------------ |
| Paese                 | San Martino vescovo                        | Paese             | centro             | 10.250      |                                                  |
| Badoere               | Sant'Antonio di Padova sacerdote e dottore | Morgano           | Badoere            | 2.750       |                                                  |
| Castagnole            | San Mauro sacerdote e martire              | Paese             | Castagnole         | 3.800       |                                                  |
| Istrana               | San Giovanni Battista                      | Istrana           | centro             | 3.846       |                                                  |
| Morgano               | San Martino vescovo                        | Morgano           | centro             | 1.506       |                                                  |
| Ospedaletto d'Istrana | Purificazione della Beata Vergine Maria    | Istrana           | Ospedaletto        | 1.650       |                                                  |
| Padernello            | San Lorenzo diacono e martire              | Paese             | Padernello         | 3.052       |                                                  |
| Pezzan d'Istrana      | Santi Vito e compagni martiri              | Istrana           | Pezzan             | 1.340       |                                                  |
| Porcellengo           | Assunzione della Beata Vergine Maria       | Paese             | Porcellengo        | 1.460       | Archiviato il 18 marzo 2014 in Internet Archive. |
| Postioma              | San Giorgio martire                        | Paese             | Postioma           | 3.068       | Archiviato il 18 marzo 2014 in Internet Archive. |
| Quinto                | San Giorgio martire                        | Quinto di Treviso | centro             | 8.500       |                                                  |
| Sala d'Istrana        | San Giacomo maggiore apostolo              | Istrana           | Sala               | 1.286       |                                                  |
| Santa Cristina        | Santa Cristina vergine e martire           | Quinto di Treviso | Santa Cristina     | 1.930       |                                                  |
| Sant'Alberto          | Sant'Alberto vescovo e martire             | Zero Branco       | Sant'Alberto       | 1.920       |                                                  |
| Scandolara            | San Martino vescovo                        | Zero Branco       | Scandolara         | 1.300       |                                                  |
| Villanova d'Istrana   | San Matteo apostolo ed evangelista         | Istrana           | Villanova          | 868         |                                                  |
| Zero Branco           | Santa Maria Assunta                        | Zero Branco       | centro             | 7.156       |                                                  |

### Vicariato di San Donà di Piave
Comprende le parrocchie dei comuni di San Donà di Piave, Meolo, Fossalta di Piave, Musile di Piave, Noventa di Piave; non vi appartengono le parrocchie di Grassaga, Fossà (diocesi di Vittorio Veneto) e Cittanova (patriarcato di Venezia), tutte in comune di San Donà di Piave; vi appartiene invece Ca' Nani, frazione di Jesolo priva di parrocchia e rientrante in quella di Santa Maria di Piave. La popolazione ammonta a 71.383 unità.
| Parrocchia                                   | Patrono                                                                      | Comune                                      | Frazione/Quartiere                                | Popolazione | Web                                                          |
| -------------------------------------------- | ---------------------------------------------------------------------------- | ------------------------------------------- | ------------------------------------------------- | ----------- | ------------------------------------------------------------ |
| San Donà di Piave                            | Santa Maria delle Grazie e San Donato martire                                | San Donà di Piave                           | Centro - Sabbioni - Ereditari                     | 11.800      |                                                              |
| Calvecchia - Fiorentina di San Donà di Piave | San Donato martire ed Esaltazione della Santa Croce                          | San Donà di Piave                           | Calvecchia e Fiorentina                           | 2.400       |                                                              |
| Caposile                                     | Natività della Beata Vergine Maria                                           | Musile di Piave e San Donà di Piave         | Caposile                                          | 845         |                                                              |
| Chiesanuova di San Donà di Piave             | San Carlo vescovo                                                            | San Donà di Piave                           | Chiesanuova                                       | 1.075       |                                                              |
| Croce di Piave                               | Invenzione della Santa Croce                                                 | Musile di Piave                             | Croce                                             | 2.217       |                                                              |
| Fossalta di Piave                            | Immacolata Concezione della Beata Vergine Maria e Santi Ermagora e Fortunato | Fossalta di Piave                           | centro                                            | 4.250       |                                                              |
| Losson della Battaglia                       | San Girolamo sacerdote e dottore                                             | Meolo                                       | Losson della Battaglia                            | 1.205       | http://meolomarteggialosson.xoom.it//meolo-marteggia-losson/ |
| Marteggia                                    | Cuore Immacolato di Maria                                                    | Meolo                                       | Marteggia                                         | 518         | http://meolomarteggialosson.xoom.it//meolo-marteggia-losson/ |
| Meolo                                        | San Giovanni Battista                                                        | Meolo                                       | centro                                            | 6.485       | http://meolomarteggialosson.xoom.it//meolo-marteggia-losson/ |
| Millepertiche                                | Santa Maria delle Bonifiche                                                  | Musile di Piave                             | Millepertiche                                     | 1.127       |                                                              |
| Musile di Piave                              | San Donato vescovo e martire                                                 | Musile di Piave                             | centro                                            | 7.325       |                                                              |
| Mussetta di San Donà                         | Santa Maria Assunta e San Giuseppe                                           | San Donà di Piave                           | Mussetta di Sotto - Mussetta di Sopra - Jutificio | 6.792       |                                                              |
| Noventa di Piave                             | San Mauro sacerdote e martire                                                | Noventa di Piave                            | centro                                            | 6.630       |                                                              |
| Palazzetto di San Donà                       | Maria Regina della Pace                                                      | San Donà di Piave                           | Palazzetto                                        | 450         |                                                              |
| Passarella di San Donà                       | Presentazione della Beata Vergine Maria                                      | San Donà di Piave                           | Passarella                                        | 1.740       |                                                              |
| San Giuseppe di San Donà di Piave            | San Giuseppe Lavoratore e Natività della Beata Vergine Maria                 | San Donà di Piave                           | Carbonera - San Luca - Calnova - Isiata           | 10.854      |                                                              |
| San Pio X di San Donà                        | San Pio X papa                                                               | San Donà di Piave                           | Brusade - Forte 48 - Borgovecchio                 | 5.320       |                                                              |
| Santa Maria di Piave                         | Presentazione della Beata Vergine                                            | San Donà di Piave, Musile di Piave e Jesolo | Santa Maria di Piave                              | 350         |                                                              |

### Vicariato di Spresiano
Comprende le parrocchie dei comuni di Spresiano, Villorba, Maserada sul Piave, Breda di Piave, Carbonera. La popolazione del territorio ammonta a 56.389 unità.
| Parrocchia              | Patrono                                      | Comune             | Frazione/Quartiere         | Popolazione | Web |
| ----------------------- | -------------------------------------------- | ------------------ | -------------------------- | ----------- | --- |
| Spresiano               | Santissima Trinità                           | Spresiano          | centro                     | 7.000       |     |
| Breda di Piave          | Conversione di San Paolo apostolo            | Breda di Piave     | centro                     | 4.111       |     |
| Candelù                 | Santi Filippo e Giacomo minore apostoli      | Maserada sul Piave | Candelù                    | 1.300       |     |
| Carbonera               | Santa Maria Assunta                          | Carbonera          | centro                     | 4.981       |     |
| Catena                  | Annunciazione della Beata Vergine            | Villorba           | Catena                     | 2.400       |     |
| Fontane                 | Natività della Beata Vergine Maria           | Villorba           | Fontane                    | 7.024       |     |
| Lancenigo               | San Giovanni Battista                        | Villorba           | Lancenigo                  | 3.480       |     |
| Lovadina                | Assunzione della Beata Vergine Maria         | Spresiano          | Lovadina                   | 2.500       |     |
| Maserada sul Piave      | San Giorgio martire                          | Maserada sul Piave | centro                     | 4.925       |     |
| Mignagola               | Presentazione della Beata Vergine Maria      | Carbonera          | Mignagola                  | 2.600       |     |
| Musestrelle             | San Giacomo maggiore apostolo                | Carbonera          | San Giacomo di Musestrelle | 765         |     |
| Pero                    | San Giuseppe sposo della Beata Vergine Maria | Breda di Piave     | Pero                       | 1.533       |     |
| Pezzan di Carbonera     | Santi Filippo e Giacomo                      | Carbonera          | Pezzan                     | 1.325       |     |
| Saletto di Piave        | Santa Maria Immacolata                       | Breda di Piave     | Saletto di Piave           | 935         |     |
| San Bartolomeo di Piave | San Bartolomeo apostolo                      | Breda di Piave     | San Bartolomeo             | 960         |     |
| Varago                  | Santa Maria Assunta                          | Maserada sul Piave | Varago                     | 2.750       |     |
| Vascon                  | Santa Lucia vergine e martire                | Carbonera          | Vascon                     | 1.596       |     |
| Villorba                | Santi Fabiano papa e Sebastiano martiri      | Villorba           | centro                     | 4.950       |     |
| Visnadello              | Santi Filippo e Giacomo minore apostoli      | Spresiano          | Visnadello                 | 2.850       |     |

## Collaborazioni pastorali
Il 26 febbraio 2012 il vescovo Gianfranco Agostino Gardin ha istituito ufficialmente le prime quattro Collaborazioni pastorali che coinvolgono 19 parrocchie chiamate a condividere tra loro iniziative e risorse, tra cui, a lungo andare, lo stesso parroco, data la crisi vocazionale che ha colpito la stessa diocesi veneta.
- Collaborazione di Castelfranco: parrocchie di Castelfranco Veneto-San Liberale, Castelfranco Veneto-Santa Maria di Pieve, Salvarosa
- Collaborazione di Istrana: parrocchie di Istrana, Ospedaletto d'Istrana, Pezzan d'Istrana, Sala d'Istrana, Villanova d'Istrana
- Collaborazione di Paese: parrocchie di Paese, Castagnole, Padernello, Porcellengo, Postioma
- Collaborazione di Santa Bona: parrocchie di Immacolata di Treviso, Santa Bona, Monigo, San Liberale di Treviso, San Paolo di Treviso, San Pelagio di Treviso

A queste vanno ad aggiungersi le Collaborazioni istituite il 2 dicembre.
- Collaborazione di Treviso città
- Collaborazione di Zero Branco: parrocchie di Zero Branco, Sant'Alberto, Scandolara
- Collaborazione di Trevignano
- Collaborazione di Volpago
- Collaborazione di Musile di Piave: parrocchie di Musile di Piave, Caposile, Croce di Piave, Chiesanuova, Passarella, Santa Maria di Piave